# Goupillières (Yvelines)
Goupillières è un comune francese di 447 abitanti situato nel dipartimento degli Yvelines nella regione dell'Île-de-France.

## Società

### Evoluzione demografica
Abitanti censiti